# Argyrodes fragilis
Argyrodes fragilis är en spindelart som beskrevs av Tord Tamerlan Teodor Thorell 1877. Argyrodes fragilis ingår i släktet Argyrodes och familjen klotspindlar.
Artens utbredningsområde är Sulawesi. Inga underarter finns listade i Catalogue of Life.